# Pentasomía del cromosoma X
El síndrome XXXXX (también llamado pentasomía X o 49, XXXXX) es una alteración cromosómica con la presencia de tres cromosomas X adicionales a los dos presentes en la mujer normalmente. El diagnóstico del síndrome se realiza por cariotipado. Aproximadamente se han descrito en la literatura médica 25 casos de mujeres con pentasomía X en todo el mundo, por lo que esta característica es considerada extremadamente rara. Fue descrito por primera vez en 1963.

## Cuadro clínico

### Rasgos físicos
El síndrome XXXXX  se asocia con microcefalia (cabeza pequeña), micrognatia (mandíbula pequeña), y cara redonda. Las orejas están generalmente bajas y malformadas. Los ojos son muy distantes y desorbitados pueden mostrar fisuras palpebrales, hipertelorismo y estrabismo. Por lo general, la nariz está formada con un puente nasal deprimido y ancho y epicantal, con la boca con una fisura palatina, paladar altamente arqueado, anormalidades dentales, y labios evertidos, arrugados y gruesos. El cuello es corto y sin movimiento, al igual que las extremidades de una mujer con síndrome de Turner. Las manos y los pies son pequeños con la superposición de los dedos de los pies, camptodactilia, clinodactilia, talipes equinovarus, y metatarsus varus. La escoliosis generalmente afecta a la columna vertebral y la hipotonía afecta a los músculos.

### Órganos internos
El corazón suele ser afectado por conducto arterioso persistente, defecto del septo auricular, defecto septal ventricular, y dextroposición aórtica. Hay lobulación anormal de los pulmones y asfixia neonatal. Los ovarios están anormalmente formados con un útero pequeño. También puede darse hipoplasia renal.

### Crecimiento y desarrollo
El síndrome causa retraso en el desarrollo mental, motor y en el crecimiento. Hay ocasionalmente una pubertad tardía. El comportamiento y el rendimiento se ven afectados por la postura Opisthotonoide.
- Datos: Q2102705
- Multimedia: Pentasomy X / Q2102705